# INDO
Ne doit pas être confondu avec Indo.
INDO, ou Intermediate Neglect of Differential Overlap (en français : Négligence partielle du recouvrement différentiel) est une méthode semi-empirique qui est un développement de la méthode négligence totale du recouvrement différentiel (CNDO/2) introduite par John Pople. Comme CNDO/2, elle utilise le recouvrement différentiel nul pour les intégrales bi-électroniques mais pas pour les intégrales concernant les orbitales centrées sur le même atome,.
La méthode est actuellement rarement utilisée sous sa forme originale avec quelques exceptions mais elle constitue la base de plusieurs autres méthodes, telles que MINDO, ZINDO (en) et SINDO (en).